# Lini Söhnchen
Lini Söhnchen   (Witten, 19 de juliol de 1897 - 2 de juny de 1978) va ser una saltadora alemanya que va competir a començaments del segle xx.
El 1928 va prendre part en els Jocs Olímpics d'Amsterdam, on fou sisena en la prova del trampolí de 3 metres del programa de salts.
El 1927 guanyà la medalla de plata en la prova de trampolí de 3 metres als Campionats d'Europa de Bolonya. En el seu palmarès també destaquen 8 campionats nacionals de trampolí entre 1921 i 1929.